# فریدریش بسل

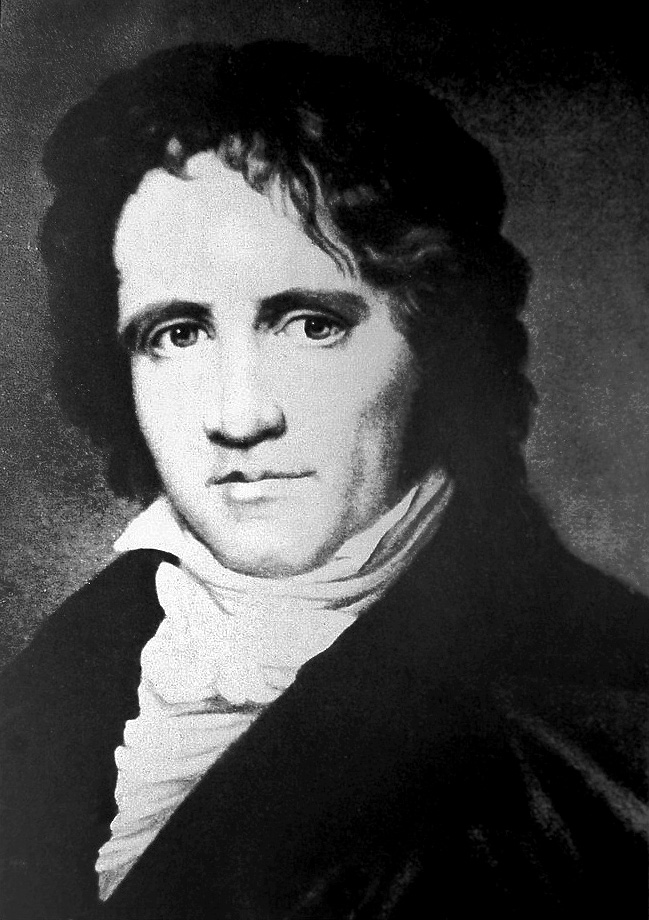
فردریش بسل

فریدریش ویلهلم بسل (به آلمانی: Friedrich Wilhelm Bessel) یک ستاره‌شناس، ریاضی‌دان، فیزیک‌دان و متخصص ژئودزی آلمانی بود. او اولین ستاره‌شناسی بود که مقادیر قابل اعتمادی برای فاصله خورشید تا ستاره دیگر را با روش اختلاف منظر تعیین کرد. برخی از توابع مهم ریاضی برای اولین بار به طور سیستماتیک توسط بسل مورد مطالعه قرار گرفتند و به افتخار او توابع بسل نامگذاری شدند.

## گاه‌شمار زندگی

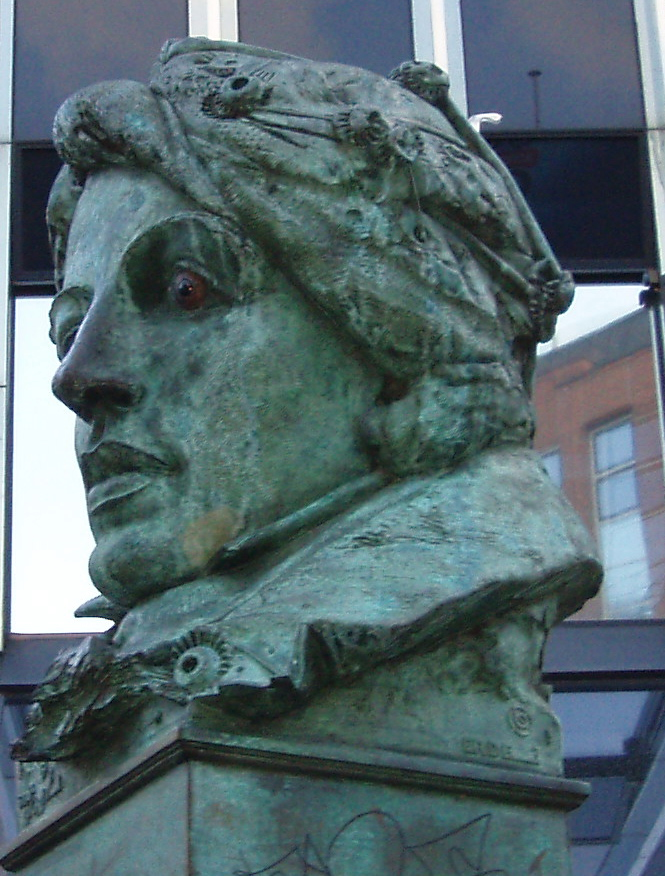
مجسمه ای از بسل در برمن آلمان

در ۲۲ ژوئیه سال ۱۷۸۴ در میندن آلمان زاده شد.
۱۷۹۹
به عنوان منشی تازه‌کار در واحد کشتیرانی یک شرکت صادراتی کار خود را آغاز می‌کند و در اوقات فراغتش به مطالعه ریاضیات و ستاره شناسی می‌پردازد.
۱۸۰۴
مقاله‌ای را درباره ستاره دنباله‌دار هالی نوشته و آن را برای هاینریش البرس (۱۸۴۰–۱۷۵۸) ستاره شناس می‌فرستند. البرس چنان تحت تأثیر مقاله قرار می‌گیرد که بیدرنگ مقاله را چاپ و منتشر می‌کند. او همچنین بسل را به عنوان همکارش در رصدخانه لیلینتال در آلمان به کار می‌گمارد.
۱۸۰۸
دولت پروس بسل را مأمور ساختن نخستین رصدخانه بزرگ آلمان در کونیگسبرگ می‌کند و پس از دو سال به عنوان رئیس رصدخانه کونیگسبرگ آلمان منصوب می‌شود.
۱۸۱۳
کار ساختن رصدخانه کونیگسبرگ به پایان می‌رسد. بسل تا زمان مرگش همچنان ریاست آن را بر عهده دارد.
۱۸۳۸
بسل نشان می‌دهد که صورت فلکی ماکیان ۶۱ هر سال ظاهراً گرداگرد یک مدار بیضوی در حرکت است. او این را ناشی از حرکت زمین به دور خورشید می‌داند. با اندازه‌گیری حرکت ظاهری ستارگان که اصطلاحاً تغییر اختلاف منظر نامیده می‌شود روشی را ابداع می‌کند که از آن زمان تا کنون برای اندازه‌گیری فاصله ستاره‌های مجاور به کار برده می‌شود.
۱۸۴۰
بسل توجه ستاره شناسان را به تغییرات نامنظم مدار سیاره اورانوس که به نظر او ناشی از یک سیاره ناشناخته است جلب می‌کند.
۱۸۴۶
مرگ او در هفدهم مارس این سال رخ می‌دهد و سیاره ناشناخته (نپتون) را در ۲۳ دسامبر همین سال یوهان گاله (۱۹۱۰–۱۸۱۲) از رصدخانه برلین کشف می‌کند.